# Río Tarafa
Río Tarafa är ett periodiskt vattendrag i Spanien.   Det ligger i provinsen Provincia de Alicante och regionen Valencia, i den sydöstra delen av landet, 300 km sydost om huvudstaden Madrid.